# Pradera (Kolumbien)
Pradera ist eine Gemeinde (Municipio) im Departamento Valle del Cauca in Kolumbien.

## Geographie
Pradera liegt in Valle del Cauca in der Subregion Sur, 50 km von Cali entfernt, auf einer Höhe von 1070 m ü. NN. Die Gemeinde hat sowohl ebene als auch gebirgige Abschnitte. Die Gemeinde grenzt im Norden an Palmira, im Süden an Florida, im Osten an Rioblanco im Departamento del Tolima und im Westen an Candelaria.

## Bevölkerung
Die Gemeinde Pradera hat 57.990 Einwohner, von denen 50.694 im städtischen Teil (cabecera municipal) der Gemeinde leben (Stand 2019).

## Geschichte
Es ist nicht genau bekannt, wann Pradera gegründet wurde. Zunächst existierte eine Siedlung unter dem Namen El Bolo, die zu Palmira gehörte. 1867 bekam der Ort seinen heutigen Namen Pradera. 1871 wurde Pradera zu einem eigenen Distrikt.

## Wirtschaft
Die wichtigsten Wirtschaftszweige von Pradera sind die Landwirtschaft und Rinderproduktion.

## Söhne und Töchter der Stadt
- Dayron Márquez (* 1983), Speerwerfer
- Nelson Rivas (* 1983), Fußballspieler
- Yomara Hinestroza (* 1988), Sprinterin
- Sandra Lemos (* 1989), Kugelstoßerin
- Flor Ruíz (* 1991), Speerwerferin